# Herakleonas
Herakleonas (ur. 626, zm. 641?) – cesarz bizantyński w roku 641. Był synem cesarza Herakliusza i jego drugiej żony i siostrzenicy – Martyny.
Jego przyrodnim bratem był Konstantyn III. Herakleonas został ochrzczony i oficjalnie rządził jako Konstantyn Heraklejos, ale jego imię z czasem przekształcono zdrobniale w Herakleonas. Dzięki staraniom matki, 4 lipca 638 roku został współrządcą cesarstwa ze starszym bratem przyrodnim. Po jego przedwczesnej śmierci w maju 641 został władcą samodzielnym.
Panowanie jego trwało krótko. Niepopularny wśród ludności Konstantynopola i arystokracji, traktowany był jak uzurpator na tronie. Niedługo po objęciu władzy musiał stawić czoło zamieszkom, które wybuchły w stolicy. W ich wyniku został obalony na rzecz małoletniego syna Konstantyna III – Konstansa II. Herakleonasa okaleczono i zmuszono do usunięcia się do klasztoru. Dalsze jego losy są nieznane; prawdopodobnie wkrótce zmarł.